# Les Cluses
Les Cluses es una localidad y comuna francesa situada en el departamento de Pirineos Orientales y la región de Languedoc-Rosellón, en la comarca del Vallespir. Tenía 243 habitantes en 2007.
Sus habitantes reciben el gentilicio de Clusiens en francés y de Clusencs en catalán.
Administrativamente, pertenece al distrito y al cantón de Céret.

## Geografía
Les Cluses se sitúa en la sierra de la Albera, y como el nombre indica, es un paso estrecho y fortificado entre el Vallespir y el Alto Ampurdán, por donde pasaba la antigua Vía Domitia. Se ubica a ambos lados de la carretera que sube al Perthus, en el valle de la Roma, río que confluye con el Tech en Le Boulou y que recibe en el municipio las aguas de la Coma Boquera.
La comuna de Les Cluses se compone de tres núcleos de población diferentes: la Clusa d'Avall (donde se construyen las nuevas casas), la Clusa del Mig (que alberga el ayuntamiento) y la Clusa d'Amunt, donde se encuentran la iglesia parroquial e importantes vestigios romanos. La localidad se enmarca en el macizo de la Albera, en medio de una importante vegetación de encinas y de robles, que abastecen a las industrias taponeras del lugar.
La comuna de Les Cluses limita con Le Perthus, Maureillas-las-Illas, Le Boulou, Montesquieu-des-Albères y L'Albère.

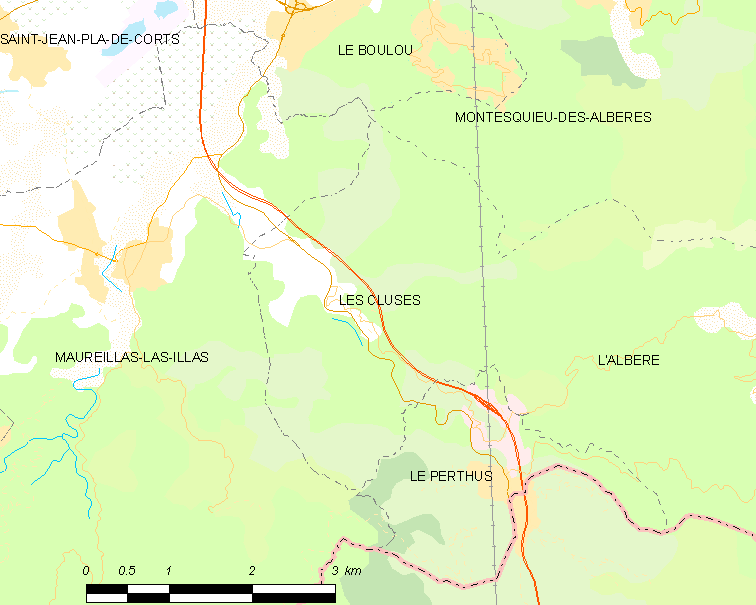
Situación de Les Cluses

## Etimología

Localización de Les Cluses en el Vallespir

La primera mención se remonta al año 673, bajo la forma Castrum Clausuras. El latín clausura tiene el sentido de desfiladero, paso estrecho, cerrado. Por metonimia, también designa a la fortaleza que guarda tal paso. A partir de 844, se encuentra la forma Clusas, que tiene el mismo sentido (latín clausus, participio pasado de claudere = cerrar).
Durante mucho tiempo, por cacografía se transformó Les Cluses en L'Ecluse (la esclusa), grafía que se sistematizó en el siglo XVIII. Tras numerosas peticiones, la localidad acabó por recuperar su grafía original el 18 de noviembre de 1984.

## Demografía
| 49 | 67 | 115 | 148 | 165 | 219 |
| Para los censos de 1962 a 1999 la población legal corresponde a la población sin duplicidades (Fuente: INSEE [Consultar]) |    |     |     |     |     |

## Lugares y monumentos

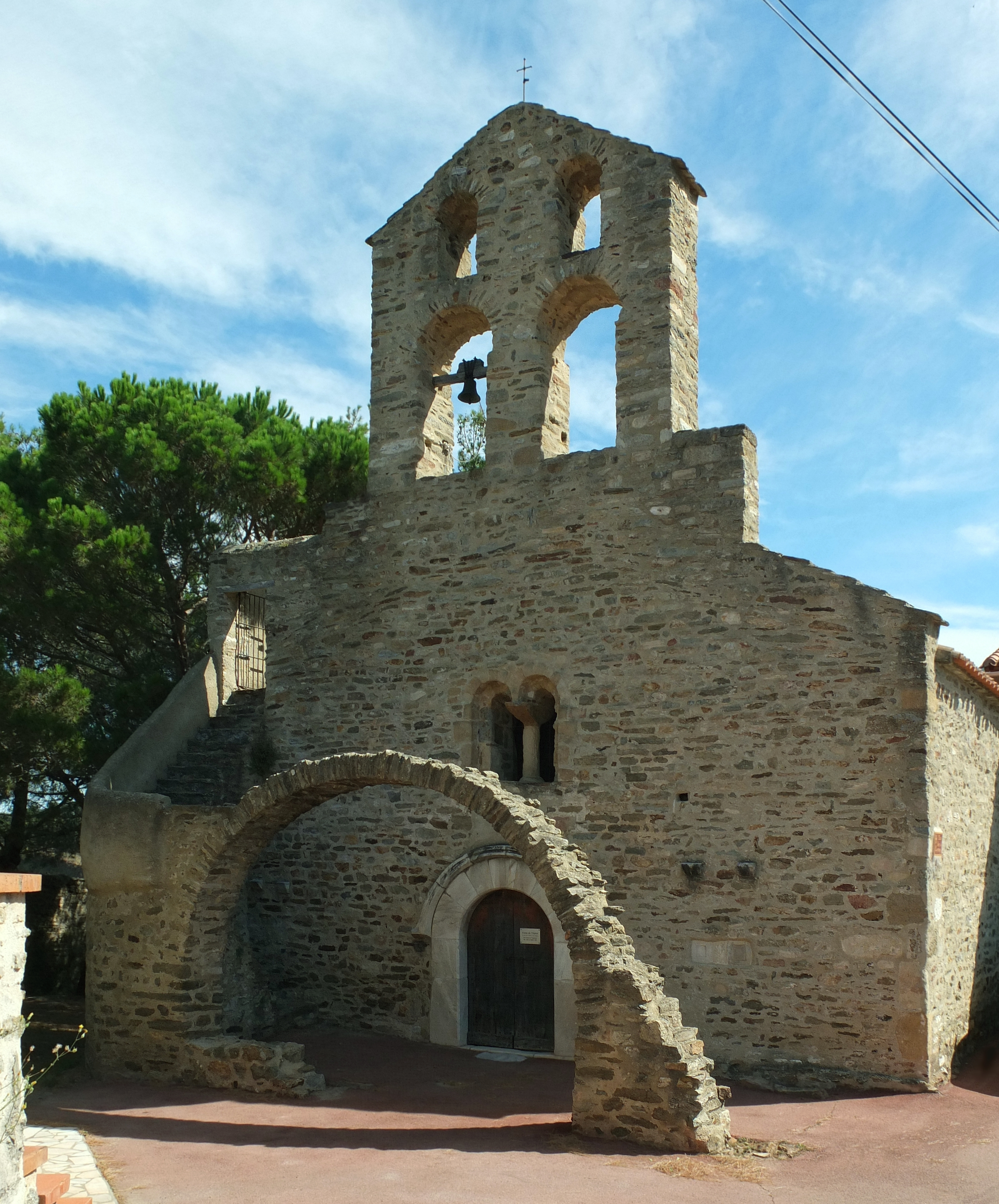
Fachada de la iglesia

- Iglesia parroquial, dedicada a la Virgen y a San Nazario
- Restos de la Via Domitia y del puesto de peaje.
- Vestigios del fuerte romano.
- Puente medieval.
- Ruinas de un puente del siglo XVII.